# 2009年不丹地震
2009年不丹地震是指2009年9月21日发生于不丹的强烈地震。该次地震震中位于北纬27.332度，东经91.437度，震级为MW 6.1级，震源深度约为14.0千米，最大烈度为6(VI)度。该次地震造成不丹境内7人遇难，另造成邻国印度4人遇难，还有15人在此地震中受伤。该次地震已被美国地质调查局列入2009年显著地震列表中。

## 地质构造
不丹坐落于喜马拉雅山脉之上。根据板块构造学，喜马拉雅山脉是由印澳板块与欧亚大陆板塊碰撞所形成的。根据历史记载，不丹上一次发生大地震是在1714年，至本次地震发生的三百年间从未有过重大地震，当地也没有进行过地震的研究工作。

## 参数测定
据美国地质调查局测定，该次地震发生于2009年9月21日14时53分05秒，震中位于蒙加尔宗（北纬27.332度，东经91.437度），距离不丹首都廷布约180千米。同时还测定震级为MW 6.1级，震源深度约为14.0千米，最大烈度为6(VI)度。

## 震害情况
受到这次地震影响，当地居民们感受到了长达95秒的摇晃。当地一位居民称，地震“使周围的山看起来像是在扬尘”，而且“道路上突然充满了石头和泥土”。

## 反应
时任不丹总理吉格梅·廷里称，这次地震是不丹近期最严重的灾难之一。随后，他和内政部长访问了灾区。